# NGC 1683
NGC 1683 (другие обозначения — NPM1G -03.0218, PGC 16209) — спиральная галактика (Sa) в созвездии Орион. Открыта Джорджем Стони в 1850 году. Описание Дрейера: «очень тусклый объект круглой формы». Галактика удаляется со скоростью 3990 км/с, и, возможно, образует группу с NGC 1681, NGC 1682 и NGC 1684.
Этот объект входит в число перечисленных в оригинальной редакции «Нового общего каталога». Открытие этого объекта иногда приписывается Уильяму Парсонсу, ассистентом которого был Стони.